# パワーボート
- 競技 > 競走 > 競漕(ボート競技) > モーターボート競走 > パワーボート競走 > パワーボート

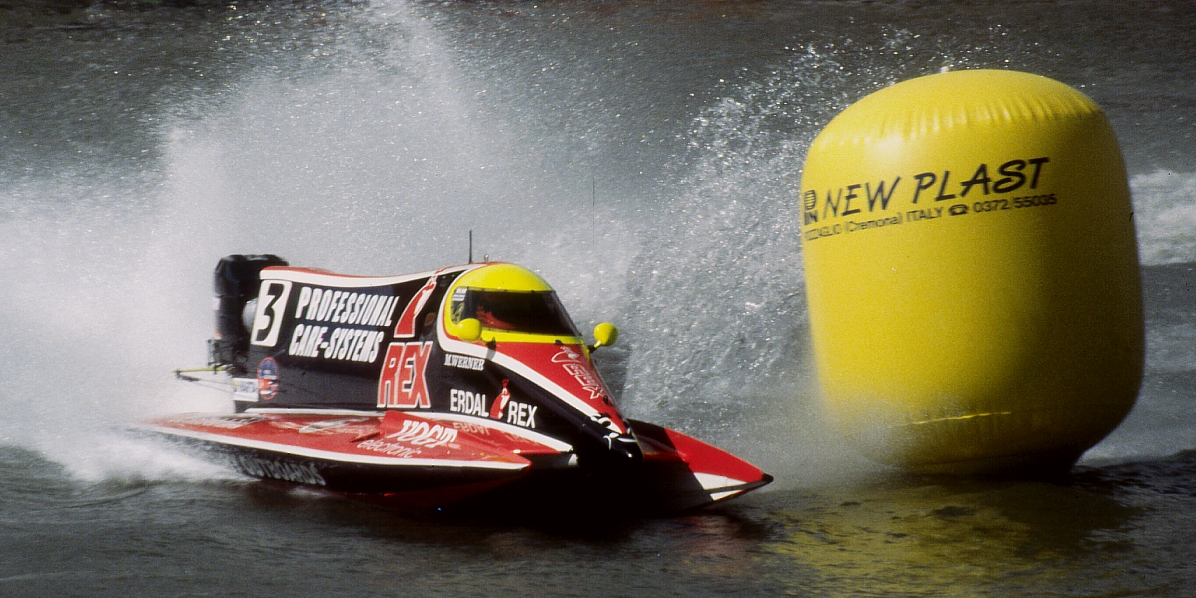
パワーボート

パワーボート (powerboat) は、モーターボートを使った競技（モータースポーツ）及びそれらで使われる船体のことを示す。クラスによっては最高速度は200km/hを越えるものもあり、「海のF1」などとも呼ばれる。

## クラス
2005年現在のレギュレーションブックによると、概要は以下のとおりである。また、いずれのクラスにおいてもハイドロフォイル（水中翼）の使用は認められない。

### フォーミュラクラス
更に「F550」「F850」「F3000」に細分化されている（以前は他に「S550」というクラスがあった）。エンジンはそれぞれ数字の排気量以下。艇体はカタマラン（双胴船）。

### ハイドロクラス
更に「OSY400」「K400」「0:350」に細分化されている。エンジンはそれぞれ数字の排気量以下。艇体はハイドロプレーンと呼ばれる、比較的平面に近い艇底を持ち、水面を飛び跳ねるように浮いて走る（プレーニング）タイプのものが使われる。現在、競艇に使われているものと同じタイプのボートである。

### Vクラス
更に「V850」「V3000」に細分化されている。エンジンは、前者は870cc以下、後者は3000cc以下。艇体は「ランナバウト」と呼ばれる、艇底がV字型をしたもの（モノハル艇とも呼ぶ）。よく見掛けるモーターボートに比較的近い形態である。

### オフショアクラス
更に「OFF1 - OFF4」「オフショアオープン」「オフショアスーパー」に分かれる。艇体の様式には制限がないが、カタマラン（双胴船）タイプのものが多い。エンジンは、クラスによって許容排気量・許容出力・搭載可能数が異なるほか、インボード（船内機）とアウトボード（船外機）でも細かく異なる。オフショアオープンクラスのインボードガソリンエンジン艇の場合、排気量16,387 cc、1,000馬力以下のエンジンを2基まで搭載することができる。日本でも、過去にはオフショアスーパー艇として4基掛け（エンジンを4基搭載）などというものが登場したこともある。

## 操縦
ランナバウト艇はコーナリングの際にオートバイのようにバンク（ローリング）することができ、旋回方向の内側に船体を傾けてコーナーを回る（傾きは大型船舶のそれとは逆になる）。対してカタマラン艇・ハイドロプレーン艇は、四輪車のようにバンクせず（ドリフト走行のよう）に回る。
「フォーミュラクラス」、「ハイドロクラス」、「Vクラス」は単座であり、乗員1名が搭乗して操縦する（Vクラス艇はサイズとしては複座にすることも可能）。
特徴的なのは競争水面が沖合が中心の「オフショアクラス」である。このクラスでは一般に機関出力をコントロールするスロットルマンとドライバー（操舵手）の2名構成、時にはナヴィゲーションマンが加わった3名構成で操縦する。スロットルマンはエンジンの制御を行い、ドライバーは進路を決める。ナヴィゲーションマンはレースコースを指示するいわば航海士のような役目をする。このうち最も熟練を要するのはスロットルマンであるという。また、外洋レースでは、ヘリコプターなどを使って上空からのナヴィゲーションや戦略指示などが行われることもある。

## レース
アメリカ合衆国や地中海などでは比較的ポピュラーなレースだが、日本ではあまり盛んであるとは言えない。
日本国内でも、比較的小さいクラスのボートを使うレースは各地で行われている。対してオフショア艇もエントリーできるビッグレースは数が少なく、木曽川で行われる日本グランプリパワーボートレースが唯一となっている。過去には、瀬戸内ローズカップや熱海オーシャンカップなどが行われていた時期もある。